# Casato di Ligne

Stemma del Casato di Ligne

Il Casato di Ligne è una delle più antiche e prestigiose famiglie nobiliari belghe. Esistono rami cadetti di questo casato: Brabançon, Brabançon-Arenberg, Moy, Ham e Arenberg.

## Storia

### Origini

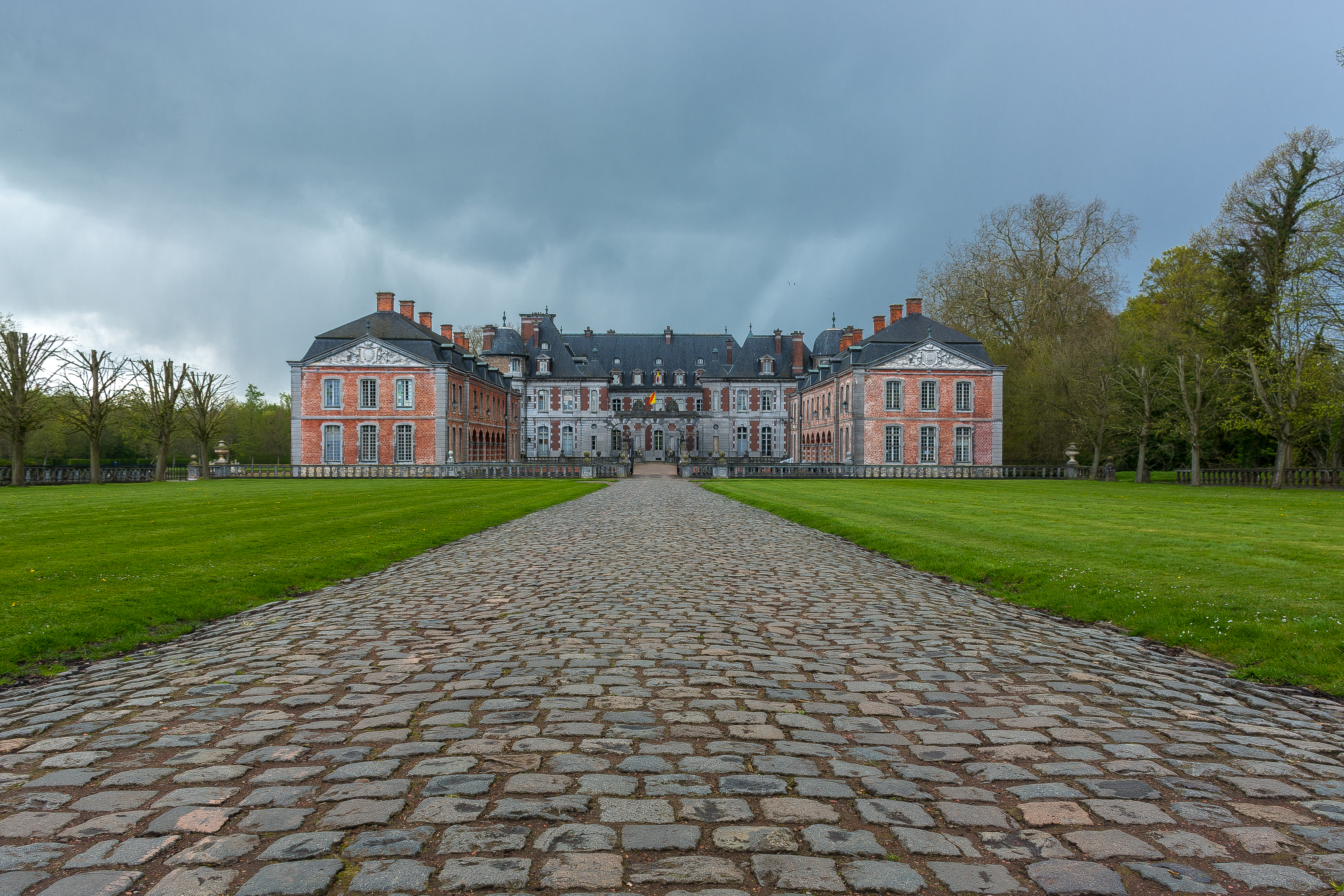
Castello di Belœil

Essa risale all'undicesimo secolo e deve il suo nome al villaggio di Ligne in cui ebbe origine, tra Ath e Tournai.

### Ascesa
La loro progressiva ascesa nella nobiltà cominciò come Baroni nel XII secolo, Conti di Fauquemberg e Principi di Épinoy nel XVI secolo.

### XIII secolo

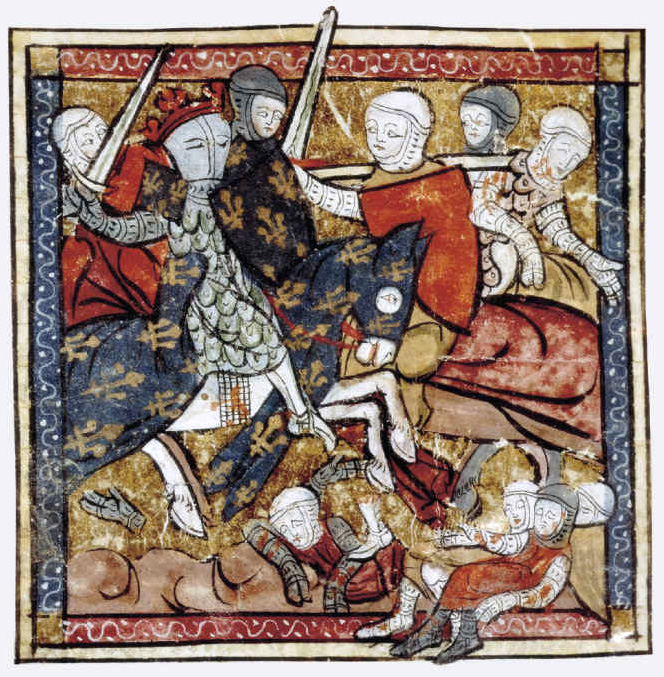
Una miniatura medioevale raffigurante la Battaglia di Bouvines

I Signori di Ligne appartenevano all'entourage dei Conti di Hainaut al tempo delle Crociate. Con la Battaglia di Bouvines nella 1214, furono descritti come "uomini d'onore e di gran nome" dai cronisti del tempo.

### Principi di Ligne

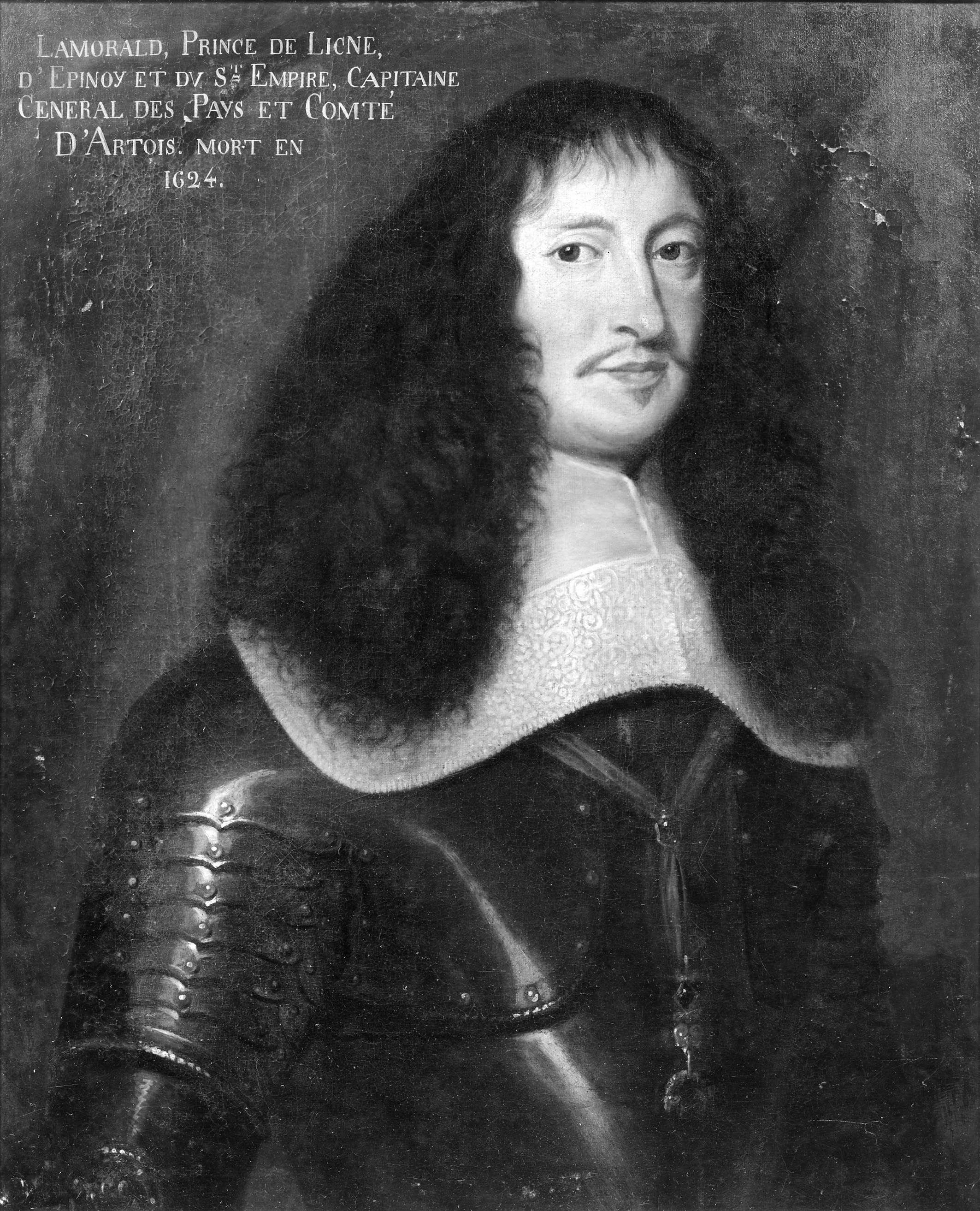
Lamoral I di Ligne in un ritratto del 1601.

Lamoral I di Ligne ha ricevuto dall'imperatore Rodolfo II i titoli di Principe di Ligne e Principe del Sacro Romano Impero. Con l'invasione francese di fine Settecento, persero i loro feudi sovrani nell'attuale Belgio, ma ottennero nel 1803 il Principato Sovrano di Edelstetten (dal 1806 annesso alla Baviera), ceduto agli Esterhazy. Molte le parentele con Case Reali, tra cui il matrimonio di Alice di Lussemburgo (1929-2019), figlia della Granduchessa Carlotta e del Principe Felice di Borbone-Parma con il Principe Antonio, genitori di Michele.
L'Arciduca Carlo Ludovico d'Asburgo-Lorena (1918-2007), figlio dell'Imperatore Carlo I d'Austria e dell'imperatrice Zita di Borbone-Parma, sposò nel 1950 Iolanda de Ligne, sorella del citato Antonio.

## Abati e badesse
All'interno di questa casata ci furono i seguenti abati e badesse:
- Gérard de Ligne (+1270) Abate di Cambrai
- Mahaut de Ligne (c. 1275) Badessa d'Epinlieu
- Marie de Ligne (c. 1500) Badessa di Mons
- Marie de Ligne (c. 1550) Badessa di Cambrai
- Catherine de Ligne (+1581) Badessa di Thorn (La Thure)

## Principi de Ligne
1. Lamoral I, I Principe di Ligne e del Sacro Romano Impero (1563-1624).
2. Albert Henri, II Principe di Ligne e del Sacro Romano Impero (1615-1641)
3. Claude Lamoral I, III Principe di Ligne e del Sacro Romano Impero (1618-1679)
4. Henri Louis Ernest, IV Principe di Ligne e del Sacro Romano Impero (1644-1702)
5. Antoine Joseph Ghislain, V Principe di Ligne e del Sacro Romano Impero (1682-1750)
6. Claude Lamoral II, VI Principe di Ligne e del Sacro Romano Impero (1685-1766)
7. Charles-Joseph, VII Principe di Ligne e del Sacro Romano Impero (1735-1814)
8. Eugène, VIII Principe di Ligne e del Sacro Romano Impero (1804-1880)
9. Louis, XI Principe di Ligne (1854-1918)
10. Ernest, X Principe di Ligne (1857-1937)
11. Eugène II, XI Principe di Ligne (1893-1960)
12. Baudouin, XII Principe di Ligne (1918-1985)
13. Antoine, XIII Principe di Ligne (1925-2005)
14. Michel, XIV Principe di Ligne (1951-)

## Altri membri del casato
Pretendenti ai Regni di Gerusalemme, Cipro, Armenia e Napoli
- Charles Antoine Lamoral, principe de Ligne de La Trémoille (1946-), cugino di terzo grado di Michel
  - Erede Edouard Lamoral de Ligne de La Trémoille (1976-)